# Стенде (река)
Сте́нде (латыш. Stende; в верхнем течении — Ле́лльупе, латыш. Leļļupe) — река на севере Курземе в западной части Латвии, правая составляющая Ирбе. Течёт по территории Анцской, Усмской и Пузской волостей Вентспилсского края, а также города Стенде и Вирбской, Гибульской и Либагской волостей Талсинского края.
Длина реки составляет 100 км, площадь водосборного бассейна — 1160 км², уклон — 0,78 м/км, годовой расход воды — 0,30 км³. Исток Стенде находится к востоку от одноимённого города Талсинского края. Сливается с Риндой на высоте 5,5 м над уровнем моря, образуя Ирбе, на территории Анцской волости Вентспилсского края.